# Clamil
Clamil is een Brits historisch merk van motorfietsen.
De technicus A.T. Clark ontwierp in 1922 de Clamil-motorfiets. Hij gebruikte daarbij de viercilinder motor van FN, maar om koelproblemen te voorkomen bouwde hij deze dwars in het frame. Hij wijzigde ook het uitlaatsysteem, maar het kwam nooit tot serieproductie.